# La Sagra Sky Survey
La Sagra Sky Survey (LSSS) è un progetto di ricerca di NEO condotto dall' osservatorio astronomico di Maiorca che utilizza quattro telescopici robotici di 0,45 metri comandati in modalità remota dall'osservatorio di La Sagra, Spagna.
Il progetto ha scoperto sette comete (279P/La Sagra, P/2009 T2, 233P/La Sagra, 324P/La Sagra, C/2012 B3, P/2012 NJ e 424P/S2 La Sagra), molti asteroidi vicini alla Terra dei quali alcuni classificati potenzialmente pericolosi e molti appartenenti alla fascia principale, tra i quali il 23 febbraio 2013 è stato scoperto l'asteroide di tipo Apollo 367943 Duende.